# Y Combinator
Y Combinator — американський бізнес-інкубатор куди відбираються найбільш проривні та перспективні технологічні компанії з усього світу. Y Combinator посприяв запуску ряду успішних компаній і вважається одним із найкращих стартап-акселераторів у США. Серед найвідоміших стартапів, що пройшли інкубатор, такі: Dropbox, Airbnb, Coinbase, Stripe, Reddit, Twitch, Cruise Automation та інші. Сумарна ринкова вартість усіх компаній, підтриманих інкубатором, складає 80 млрд. дол.

## Програми
У свою основну акселераційну програму Y Combinator проводить відбір учасників двічі на рік. Компанії отримують від інкубатора посівні, поради та зв'язки в екосистемі Кремнієвої долини в обмін на 7% акцій компанії. Програма включає "офісні години", під час яких засновники стартапів зустрічаються індивідуально та у групах з партнерами Y Combinator та шукають порад для вдосконалення свого бізнесу. Засновники також беруть участь у щотижневих спільних вечерях із гостями з Кремнієвої долини, під час яких останні виступають перед власниками стартапів та діляться своїм досвідом. Таке щотижневе мережування — один із основних активів та переваг участі у Y Combinator, що допомагає резидентам глибше познайомитися з висококонкурентною екосистемою Долини, знайти потенційних клієнтів і зрозуміти краще стратегію розвитку свого стартапу.
Девіз інкубатора "Зробити щось, чого хочуть люди". Програма спрямована на те, щоб зосередити засновників на подальшому вдосконаленні свого продукту, команди та ринку, поліпшенні їхньої бізнес-моделі, досягненні відповідності продукту до потреб ринку та перетворенні стартапу на легкомасштабований бізнес. Програма завершується демонстраційним днем (Demo Day), під час якого стартапери представляють свої бізнеси вибраній аудиторії інвесторів.
Станом на 2017 рік Y Combinator інвестував в близько 1450 компаній, включаючи Dropbox, Airbnb, Coinbase, Stripe, Reddit, Instacart, Twitch, Cruise Automation, Optimizize, Advances, Docker, DoorDash, Mixpanel, Heroku, Machine Zone, Weebly та Paribus.
Неприбуткові організації також можуть брати участь у головній програмі Y Combinator.
У 2015 році Y Combinator запровадив додаткові програми:
- Програма стипендій, спрямована на компанії на більш ранній стадії, ніж основна програма
- Фонд безперервності, який дозволяє Y Combinator здійснювати інвестиції в компанії, що вже брали участь в інкубаторі і оцінюються менше ніж 300 мільйонів доларів. Y Combinator також розгляне можливість участі у фінансових раундах фінансування стартапів на більш пізньому етапі ніж зазвичай.
- Програма для фінансування довгострокових фундаментальних досліджень. Президент Y Combinator Сем Олтмен пожертвував на неЇ 10 мільйонів доларів.

## Історія
Y Combinator заснований у березні 2005 року Полом Ґремом, Джесікою Лівінгстон, Тревором Блеквелом та Робертом Морісом. З 2005 по 2008 інкубатор вів дві програми: одна у Кембриджі, штат Массачусетс та друга у Маунтін-В`ю, штат Каліфорнія. У січні 2009 року було анонсовано закриття програми у Кембриджі та зосередженні інкубатора на Кремнієвій долині.
У 2009 році венчурний фонд Sequoia Capital виділив 2 млн. дол. інкубатору, щоби дозволити йому інвестувати у 60 компаній щороку, а не 40, як це було раніше. Наступного року Sequoia виділили для Y Combinator додаткових 8.25 млн. дол., щоби ще збільшити кількість профінансованих акселератором стартапів.

## Головні конкуренти
- Techstars
- 500 Startups